# Danio choprai
Danio choprai és una espècie de peix cipriniforme de la família dels ciprínids que es troba al nord de Myanmar (riu Irrawaddy).
Els mascles poden assolir els 3 cm de longitud total.